# کمیسیون حفاظت از اطلاعات شخصی (ژاپن)
کمیسیون حفاظت از اطلاعات شخصی (به انگلیسی: Personal Information Protection Commission) (به ژاپنی: 個人情報保護委員会) یک کمیسیون دولت ژاپن است که وظیفه محافظت از اطلاعات شخصی را برعهده دارد. در تاریخ ۱ ژانویه ۲۰۱۶ تأسیس شد تا جایگزین کمیسیون ویژه حفاظت از اطلاعات شخصی شود. این کمیسیون متشکل از هشت کمیسر و یک رئیس است که توسط نخست‌وزیر با موافقت دایت ملی تعیین می‌شود. در فوریه ۲۰۱۶ تعداد اعضای کمیسیون از چهار نفر به ۸ نفر افزایش یافت.